# 1959 en fantasy
| Années de la fantasy : 1956 - 1957 - 1958 - 1959 - 1960 - 1961 - 1962    |
| Décennies de la fantasy : 1920 - 1930 - 1940 - 1950 - 1960 - 1970 - 1980 |

L'année 1959 a été marquée, en matière de fantasy, par les événements suivants.

## Naissances et décès

### Naissances
- 20 janvier : Robert Anthony Salvatore
- 28 septembre : Michael Scott